# Rallye Argentinien 2011
Die 31. Rallye Argentinien war der sechste Lauf zur Rallye-Weltmeisterschaft 2011. Sie wurde vom 26. bis 29. Mai in der Umgebung von Villa Carlos Paz in der Provinz Córdoba ausgetragen.

## Hintergrund
Bei der Rallye standen 19 Wertungsprüfungen über 378,15 Kilometer auf dem Programm. Zwar handelte es sich um eine Schotter-Rallye, die Strecke führte aber auch über einige asphaltierte Abschnitte. 33 Fahrzeuge waren gestartet.

## Berichte

### 1. Tag (Donnerstag, 26. Mai)
Die Rallye wurde mit einer kurzen Wertungsprüfung von 3,02 Kilometern eröffnet, bei der Sébastien Loeb die Bestzeit fuhr.

### 2. Tag (Freitag, 27. Mai)
Am 2. Tag der Rallye wurden einige schnelle Asphalt-Abschnitte absolviert. Am schnellsten war Jari-Matti Latvala unterwegs, der schon am Morgen die Führung übernahm und sich vier Bestzeiten in Folge sicherte. Loeb hingegen erhielt eine Strafminute, da er versehentlich zu früh zur Zeitkontrolle vor WP 4 eingecheckt hatte. Nach dem zweiten Tag lag Latvala mit 18,2 Sekunden Vorsprung vor Petter Solberg und 28,8 Sekunden vor Sébastien Ogier in Führung. Loeb fehlten schon rund eineinhalb Minuten zur Spitze.

### 3. Tag (Freitag, 28. Mai)
Am dritten Tag startete Loeb eine Aufholjagd. Latvala verlor mit seiner ungünstigen ersten Startposition an Zeit. Eine gebrochene Druckstrebe kostete ihn in WP 13 über 20 Sekunden, woraufhin Ogier die Führung übernahm. Schließlich musste Latvala in WP 14 endgültig aufgeben. Petter Solberg verlor seine Chancen auf den Sieg in WP 15 mit defekter Servolenkung, wegen der er rund eine Minute verlor. Am Abend hatte Ogier einen komfortablen Vorsprung von 43,7 Sekunden auf den nächsten Verfolger. Mikko Hirvonen lag inzwischen auf Platz zwei, nur vier Sekunden hinter ihm folgte bereits Loeb.

### 4. Tag (Samstag, 29. Mai)
Am dritten Tag war Latvala unter den SupeRally-Regularien, mit zehn Strafminuten, wieder gestartet. Eine weitere Wendung an der Spitze brachte die 48,21 Kilometer lange WP 16, Ogier überschlug sich. Er konnte mit dem stark beschädigten Auto weiterfahren, sein Vorsprung schmolz auf 21,5 Sekunden zusammen. Loeb schob sich unterdessen an Hirvonen vorbei und war auf dem zweiten Rang. Ogier konnte mit dem beschädigten Fahrzeug nicht mehr mit den Verfolgern mithalten und wurde auf der letzten Wertungsprüfung auf Platz drei, hinter Loeb und Hirvonen, durchgereicht. Loeb schaffte entgegen den Erwartungen, nach der Zeitstrafe, doch noch den Sieg. Die Bonuspunkte in der Power-Stage holten sich Petter Solberg, Hirvonen und Loeb. Die PWRC-Wertung gewann Hayden Paddon. 27 Fahrzeuge wurden gewertet.

## Klassifikationen

### Endresultat
| Rang    | Fahrer             | Beifahrer           | Auto                     | Zeit      | Rückstand | Punkte + Power-Stage |
| WRC     | WRC                | WRC                 | WRC                      | WRC       | WRC       | WRC                  |
| ------- | ------------------ | ------------------- | ------------------------ | --------- | --------- | -------------------- |
| 1       | Sébastien Loeb     | Daniel Elena        | Citroën DS3 WRC          | 4:03:56,9 | 00:00.0   | 25 + 1               |
| 2       | Mikko Hirvonen     | Jarmo Lehtinen      | Ford Fiesta RS WRC       | 4:03:59,3 | 00:02,4   | 18 + 2               |
| 3       | Sébastien Ogier    | Julien Ingrassia    | Citroën DS3 WRC          | 4:04:04,2 | 00:07,3   | 15                   |
| 4       | Petter Solberg     | Chris Patterson     | Citroën DS3 WRC          | 4:04:29,5 | 00:32,6   | 12 + 3               |
| 5       | Mads Østberg       | Jonas Andersson     | Ford Fiesta RS WRC       | 4:09:13,7 | 05:16,8   | 10                   |
| 6       | Federico Villagra  | Jorge Pérez Companc | Ford Fiesta RS WRC       | 4:10:45,4 | 06:48,5   | 08                   |
| 7       | Jari-Matti Latvala | Miikka Anttila      | Ford Fiesta RS WRC       | 4:15:31,4 | 11:34,5   | 6                    |
| 8       | Matthew Wilson     | Scott Martin        | Ford Fiesta RS WRC       | 4:17:29,6 | 13:32,7   | 4                    |
| 9       | Hayden Paddon      | John Kennard        | Subaru Impreza WRX STI   | 4:29:40,7 | 25:43,8   | 2                    |
| 10      | Patrik Flodin      | Maria Andersson     | Subaru Impreza WRX STI   | 4:37:31,1 | 33:34,2   | 1                    |
| PWRC    |                    |                     |                          |           |           |                      |
| 1 (9)   | Hayden Paddon      | John Kennard        | Subaru Impreza WRX STI   | 4:29:40,7 | 00:00.0   | 25                   |
| 2 (10)  | Patrik Flodin      | Maria Andersson     | Subaru Impreza WRX STI   | 4:37:31,1 | 07:50,4   | 18                   |
| 3 (11)  | Dmitry Tagirov     | Anna Zavershinskaya | Subaru Impreza WRX STI   | 4:43:07,6 | 13:26,9   | 15                   |
| 4 (12)  | Nicolás Fuchs      | Fernando Mussano    | Mitsubishi Lancer Evo X  | 4:47:53,1 | 18:12,4   | 12                   |
| 5 (14)  | Martin Semerád     | Michal Ernst        | Mitsubishi Lancer Evo X  | 4:51:56,5 | 22:15,8   | 10                   |
| 6 (15)  | Benito Guerra      | Borja Rozada        | Mitsubishi Lancer Evo IX | 4:52:57,1 | 23:16,4   | 8                    |
| 7 (16)  | Ezequiel Campos    | Cristian Winkler    | Mitsubishi Lancer Evo IX | 4:54:17,5 | 24:36,8   | 6                    |
| 8 (17)  | Gianluca Linari    | Nicola Arena        | Subaru Impreza WRX STI   | 4:56:52,7 | 27:12,0   | 4                    |
| 9 (19)  | Yuriy Protasov     | Adrian Aftanaziv    | Mitsubishi Lancer Evo X  | 4:57:25,5 | 27:44,8   | 2                    |
| 10 (20) | Michał Kościuszko  | Maciek Szczepaniak  | Mitsubishi Lancer Evo X  | 4:58:04,7 | 28:24,0   | 1                    |

### Wertungsprüfungen
| Tag                                     | WP                                      | Name           | Länge    | Start LT           | Gewinner           | Beifahrer          | Auto               | Zeit    | Ø km/h          | Leader             |
| --------------------------------------- | --------------------------------------- | -------------- | -------- | ------------------ | ------------------ | ------------------ | ------------------ | ------- | --------------- | ------------------ |
| Tag 1/2 (26.–27. Mai)                   | WP1                                     | Carlos Paz 1   | 3,02 km  | 15:05              | Sébastien Loeb     | Daniel Elena       | Citroën DS3 WRC    | 02:25,9 | 74,52           | Sébastien Loeb     |
| Tag 1/2 (26.–27. Mai)                   | Service Carlos Paz, 06:55 Uhr (15 Min.) |                |          |                    |                    |                    |                    |         |                 | Sébastien Loeb     |
| Tag 1/2 (26.–27. Mai)                   | WP2                                     | El Mirador 1   | 18,23 km | 09:36              | Jari-Matti Latvala | Miikka Anttila     | Ford Fiesta RS WRC | 10:27,0 | 104,67          | Jari-Matti Latvala |
| Tag 1/2 (26.–27. Mai)                   | WP3                                     | Mina Clavero 1 | 22,67 km | 10:08              | Jari-Matti Latvala | Miikka Anttila     | Ford Fiesta RS WRC | 19:42,5 | 69,02           | Jari-Matti Latvala |
| Tag 1/2 (26.–27. Mai)                   | WP4                                     | El Condor 1    | 37,32 km | 11:01              | Jari-Matti Latvala | Miikka Anttila     | Ford Fiesta RS WRC | 23:18,9 | 96,04           | Jari-Matti Latvala |
| Tag 1/2 (26.–27. Mai)                   | Service Carlos Paz, 12:21 Uhr (30 Min.) |                |          |                    |                    |                    |                    |         |                 | Jari-Matti Latvala |
| Tag 1/2 (26.–27. Mai)                   | WP5                                     | El Mirador 2   | 18,23 km | 15:17              | Jari-Matti Latvala | Miikka Anttila     | Ford Fiesta RS WRC | 10:19,0 | 106,03          | Jari-Matti Latvala |
| Tag 1/2 (26.–27. Mai)                   | WP6                                     | Mina Clavero 2 | 22,67 km | 15:49              | Petter Solberg     | Chris Patterson    | Citroën DS3 WRC    | 19:21,7 | 70,25           | Jari-Matti Latvala |
| Tag 1/2 (26.–27. Mai)                   | WP7                                     | El Condor 2    | 37,32 km | 16:42              | Sébastien Loeb     | Daniel Elena       | Citroën DS3 WRC    | 23:19,4 | 96,01           | Jari-Matti Latvala |
| Tag 1/2 (26.–27. Mai)                   | Service Carlos Paz, 17:55 Uhr (45 Min.) |                |          |                    |                    |                    |                    |         |                 | Jari-Matti Latvala |
| Tag 2 (28. Mai)                         |                                         |                |          |                    |                    |                    |                    |         |                 | Jari-Matti Latvala |
| Service Carlos Paz, 07:28 Uhr (15 Min.) |                                         |                |          |                    |                    |                    |                    |         |                 | Jari-Matti Latvala |
| WP8                                     | Las Jarillas 1                          | 21,57 km       | 08:13    | Sébastien Ogier    | Julien Ingrassia   | Citroën DS3 WRC    | 12:21,3            | 104,75  |                 | Jari-Matti Latvala |
| WP9                                     | Las Bajadas 1                           | 16,57 km       | 09:46    | Sébastien Loeb     | Daniel Elena       | Citroën DS3 WRC    | 09:04,1            | 109,63  |                 | Jari-Matti Latvala |
| WP10                                    | Amboy 1                                 | 20,33 km       | 10:32    | Sébastien Loeb     | Daniel Elena       | Citroën DS3 WRC    | 10:38,0            | 114,71  |                 | Jari-Matti Latvala |
| WP11                                    | Santa Rosa 1                            | 21,36 km       | 11:13    | Sébastien Loeb     | Daniel Elena       | Citroën DS3 WRC    | 13:06,2            | 97,81   |                 | Jari-Matti Latvala |
| Service Carlos Paz, 13:08 Uhr (30 Min.) |                                         |                |          |                    |                    |                    |                    |         |                 | Jari-Matti Latvala |
| WP12                                    | Las Jarillas 2                          | 21,57 km       | 14:08    | Sébastien Ogier    | Julien Ingrassia   | Citroën DS3 WRC    | 12:21,6            | 104,71  |                 | Jari-Matti Latvala |
| WP13                                    | Las Bajadas 2                           | 16,57 km       | 15:41    | Sébastien Ogier    | Julien Ingrassia   | Citroën DS3 WRC    | 09:00,7            | 110,32  | Sébastien Ogier |                    |
| WP14                                    | Amboy 2                                 | 20,33 km       | 16:27    | Sébastien Loeb     | Daniel Elena       | Citroën DS3 WRC    | 10:32,7            | 115,68  | Sébastien Ogier |                    |
| WP15                                    | Santa Rosa 2                            | 21,36 km       | 17:08    | Sébastien Loeb     | Daniel Elena       | Citroën DS3 WRC    | 12:59,3            | 98,67   | Sébastien Ogier |                    |
| Service Carlos Paz, 19:06 Uhr (45 Min.) |                                         |                |          |                    |                    |                    |                    |         | Sébastien Ogier |                    |
| Tag 3 (29. Mai)                         |                                         |                |          |                    |                    |                    |                    |         | Sébastien Ogier |                    |
| Service Carlos Paz, 06:06 Uhr (15 Min.) |                                         |                |          |                    |                    |                    |                    |         | Sébastien Ogier |                    |
| WP16                                    | Ascochinga                              | 48,21 km       | 08:09    | Sébastien Loeb     | Daniel Elena       | Citroën DS3 WRC    | 35:53,7            | 80,59   | Sébastien Ogier |                    |
| WP17                                    | Cabalango 1                             | 3,90 km        | 10:27    | Jari-Matti Latvala | Miikka Anttila     | Ford Fiesta RS WRC | 02:22,2            | 98,73   | Sébastien Ogier |                    |
| WP18                                    | Carlos Paz 2                            | 3,02 km        | 11:38    | Petter Solberg     | Chris Patterson    | Citroën DS3 WRC    | 02:25,5            | 74,72   | Sébastien Ogier |                    |
| WP19                                    | Cabalango 2                             | 3,90 km        | 12:10    | Petter Solberg     | Chris Patterson    | Citroën DS3 WRC    | 02:20,1            | 100,21  | Sébastien Loeb  |                    |
| Service Carlos Paz, 12:50 Uhr (10 Min.) |                                         |                |          |                    |                    |                    |                    |         | Sébastien Loeb  |                    |

### Gewinner Wertungsprüfungen
| WP                | Anzahl | Fahrer             | Auto               |
| ----------------- | ------ | ------------------ | ------------------ |
| 1, 7, 9–11, 14–16 | 8      | Sébastien Loeb     | Citroën DS3 WRC    |
| 2–5, 17           | 5      | Jari-Matti Latvala | Ford Fiesta RS WRC |
| 8, 12, 13         | 3      | Sébastien Ogier    | Citroën DS3 WRC    |
| 6, 18, 19         | 3      | Petter Solberg     | Citroën DS3 WRC    |

### Fahrer-WM nach der Rallye
| Pos. | Fahrer             | Punkte |
| ---- | ------------------ | ------ |
| 1    | Sébastien Loeb     | 126    |
| 2    | Mikko Hirvonen     | 113    |
| 3    | Sébastien Ogier    | 96     |
| 4    | Jari-Matti Latvala | 74     |
| 5    | Petter Solberg     | 61     |

### Team-Weltmeisterschaft
| Pos. | Team               | Punkte |
| ---- | ------------------ | ------ |
| 1    | Citroën WRT        | 207    |
| 2    | Ford WRT           | 174    |
| 3    | Stobart WRT        | 75     |
| 4    | Petter Solberg WRT | 49     |